# گری آب باد
گری آب باد (در لهجه محلی اَوهِ باد) نام روستایی است از توابع بخش مرکزی شهرستان خمیر در شهرستان خمیر در استان هرمزگان واقع در جنوب ایران.
این روستا در داخل کوه واقع شده‌است.
روستا از دو بخش تشکیل یافته‌است، بخش اول ته دره‌گری باد قرار دارد، اما بخش دوم روی بهر ‌گری باد واقع شده‌است.
دارای یک باب مسجد، یک باب آب‌انبار  (برکه)  است.
این روستا  در جنوب کوه لاور شیخ واقع شده‌است.

## جمعیت
جمعیت روستا ۶ خانوار و در حدود ۴۰ نفر می‌باشد.
شغل مردم روستا کشاورزی و دامداری است. و از کوه‌های اطراف هیزم می‌آورند و در روستاهای پیرامون می‌فروشند، و از این راه گذران زندگی می‌کنند.
همچنین از کوه‌های اطراف گیاهان دارویی نیز جمع می‌کنند و در مرکز بخش کوخرد و روستاهای مجاور می‌فروشند.

## پیشه
پیشهٔ مردم روستا دامداری  وکشاورزی  است و از این راه امرار معاش می‌کنند.
گری آب باد در سابق از توابع بخش بستک  بوده  که بعد از سال ۱۳۶۴ خورشیدی از  بستک جدا شده  و به بخش خمیر پیوسته‌است.